# 洞泉站
洞泉站（日语：／ Dōsen eki */?）是位於岩手縣釜石市甲子町，東日本旅客鐵道（JR東日本）的釜石線車站。

## 歷史
- 1945年（昭和20年）6月15日：車站啟用（從信號場升級至車站）[1]。
- 1986年（昭和61年）11月1日：停用交會設備，成為無人車站。
- 1987年（昭和62年）4月1日：伴隨國鐵分割民營化，車站由東日本旅客鐵道（JR東日本）營運[1]。

另外，在1965年（昭和40年）前，釜石至大橋之間設有與釜石線並行的釜石礦山鐵道，並於車站附近與釜石線相交。

## 車站構造
車站是一座地面車站，設有1面1線的單式月台。此站是由釜石站管理的無人車站。月台上設有候車室。曾經此站設有1面2線的島式月台，現時一邊的月台已經撒走。現存的月台側設有樓梯。

## 車站周邊
- 洞泉郵局
- 國道283號（日语：国道283号）
- 甲子川

## 其他
此站的愛稱為「Cervoj（世界語）」，意思為鹿。

## 相鄰車站
東日本旅客鐵道（JR東日本）
■釜石線
□快速「濱百合」
通過
■普通
陸中大橋－洞泉－松倉

## 注腳
1. 1 2 3  《歴史でめぐる鉄道全路線 国鉄・JR》 通卷21號 釜石線、山田線、岩泉線、北上線、八戶線 11頁

## 外部連結
- 車站資訊（洞泉）：東日本旅客鐵道（日語）